# Entre os Dedos
Entre os Dedos é uma longa-metragem dramática luso-brasileira de 2008, realizada por Frederico Serra e Tiago Guedes, produzida por Paulo Branco e Roberto Tibiriçá, a partir de um argumento do jornalista e romancista Rodrigo Guedes de Carvalho. O filme retrata a história de um casal português, Paulo e Lúcia (interpretados respetivamente por Filipe Duarte e Isabel Abreu), que vê os seus laços afetivos quebrarem-se devido a uma agonia financeira.
A longa-metragem fez parte do programa do Festival Internacional de San Sebastián, onde estreou a 19 de setembro de 2008. Entre os Dedos foi lançado comercialmente a 23 de outubro do mesmo ano em Portugal e a 20 de março de 2009 no Brasil. Apesar de uma receção mista pela crítica, ao longo do seu percurso em vários festivais, o filme foi premiado, nomeadamente no Festival Internacional de Cine de Cartagena das Índias, com os Prémios de Melhor Filme e Melhor Ator.

## Sinopse
Paulo, pedreiro de profissão, perde o emprego após denunciar às autoridades um acidente que provocou uma derrocada na obra onde trabalha. O seu relacionamento com a esposa Lúcia começa a deteriorar-se a cada dia que vivem num subúrbio de Lisboa. Bela, a irmã de Paulo, mora com o pai de ambos que sofre uma perturbação de stress pós-traumático desde a sua participação na guerra do Ultramar. Ela é enfermeira e o único conforto para Nuno, um paciente em estado terminal que também tem dificuldade em relacionar-se com a sua mãe.
A família de Paulo, unida noutros tempos, tenta sobreviver entre a resistência, o conformismo e a desistência. Lúcia mal consegue sustentar a família com o seu salário do serviço de limpezas, enquanto o marido pouco faz para encontrar outro emprego. Entretanto, a incomunicabilidade é crescente, tornando-se legado de apatia que contamina a geração seguinte.

## Elenco
- Filipe Duarte, como Paulo.
- Isabel Abreu, como Lúcia.[7]
- Lavínia Moreira, como Bela.
- Paula Sá Nogueira, como Dina.[8]
- Luís Filipe Rocha, como Júlio.
- Gonçalo Waddington, como Nuno.
- Fernanda Lapa, como Maria do Carmo.
- João Pedro Vaz, como Neves.
- Eunice Muñoz, como D. Lurdes.
- Adriano Luz, como Sousa.
- Nuria Mencía, como Pilar.
- Nuno Lopes, como Pescador.
- Adriana Queiróz, como Bailarina.
- Ruben Correia, como Bruno.[9]

## Equipa técnica
- Realização: Tiago Guedes e Frederico Serra.[10]
- Produção: Paulo Branco e Roberto Tibiriçá.
- Argumento: Rodrigo Guedes de Carvalho.
- Direção de fotografia: Paulo Ares.
- Direção de arte: Isabel Branco.
- Montagem: Mair Tavares e Mariana Galvão.
- Som direto: Pedro Melo.
- Mistura de som: Hans Künzi.
- Música: Jorge Coelho.
- Figurino: Maria da Luz d`Orey.
- Caracterização: Rita Pereira.

## Produção
Entre os Dedos é uma longa-metragem produzida pela Clap Filmes (Portugal) e Plateau Produções (Brasil), com a participação financeira do Instituto do Cinema e do Audiovisual, da RTP, do Programa Ibermedia e da Agência Nacional do Cinema, bem como o investimento do Fundo de Investimento para o Cinema e o Audiovisual.

### Desenvolvimento
Após a estreia de Coisa Ruim, Frederico Serra e Tiago Guedes pretendiam "fazer um filme de atores com cenas fortes e o nosso propósito era fazer uma experimentação grande do ponto de vista do processo". Assim, os realizadores desafiaram o jornalista e romancista Rodrigo Guedes de Carvalho a escrever um novo argumento para eles, desta feita com essa premissa principal focada num trabalho de atores. Depois de terminado e entregue, os realizadores continuaram a reescrever e editar o guião, envolvendo também o elenco ao longo dos ensaios que tinha a liberdade de desenvolver e explorar as temáticas sociais da narrativa. Os técnicos de Direção de Fotografia e Direção de Arte foram também envolvidos desde cedo no processo de desenvolvimento do filme. Foi Rodrigo Guedes de Carvalho quem propôs o título do filme, por este abordar "aquilo que nos escapa, que nos foge e não conseguimos segurar".

### Rodagem
Entre os Dedos foi filmado a preto e branco em película 16mm para diferenciar de um registo televisivo. Trabalhando sem planos previstos ou marcações, os membros da equipa técnica foram instruídos para estudar o ensaio dos atores e de seguida acompanhar o modo como estes ocupavam os cenários durante a filmagem. Segundo Tiago Guedes "o que foi mais complicado de passar à equipa é que tínhamos que ir atrás do ponto emocional da cena, que muitas vezes não está em quem fala, mas sim em quem ouve. Houve uma sintonia muito grande, ao fim de uma semana já estávamos incorporados daquilo a que íamos atrás. Tudo isto para dizer que não há um take repetido, um take igual. (...) Tens cenas como a discussão entre o Paulo e a Lúcia – no plano de rodagem o assistente de realização tinha posto só uma cena antes para depois termos o dia todo para preparar a discussão. Estivemos duas horas a preparar a cena, a luz, a pensar como íamos fazer, toda a gente a falar baixo. Depois do primeiro take eles fizeram a cena e o plateau ficou todo sem saber o que fazer: tinha ficado feito à primeira. As cenas mais difíceis acabaram por se tornar rapidamente nas mais fáceis."

### Montagem
A montagem foi a fase mais difícil do filme, uma vez quando editado como estava escrito no guião original, a estrutura não funcionava. Para Tiago Guedes "foi um pesadelo. Começámos a baralhar e a misturar e de repente demos voltas grandes e começámos a fazer o objecto final que acabou por ser moldado na montagem". A solução encontrada foi estruturar a obra como slice of life, representando um momento das experiências quotidianas dos personagens sem interesse em encerrar uma história. Uma das mudanças entre o argumento original e a versão final foi o corte da morte de Nuno, por os autores considerarem que a cena fragilizava o filme. O produtor Paulo Branco foi mais interventivo no processo de montagem, oferecendo interferências criativas profundas após ver a primeira versão de Entre os Dedos, que despoletou um novo processo de revisão do filme.

## Temas e estética
Depois de Coisa Ruim, onde Tiago Guedes e Frederico Serra assumem uma tentativa de fazer um filme de género demarcado (terror/fantástico) a sua abordagem estética que mistura elementos realistas e experimentais é melhor expressa em Entre os Dedos, onde aplicam uma estrutura narrativa de filme-mosaico. No filme, o modo como os personagens confluem e as cenas se construem permite-lhes abordar várias temáticas sociais da vida contemporânea portuguesa (eg. o desemprego, as margens sociais, a doença). Os autores aplicam técnicas que trazem da publicidade, como uma câmara em constante movimento (ansiosa tal como os personagens) e um jogo com a profundidade de campo.

## Distribuição

### Lançamento
A primeira exibição de Entre os Dedos decorreu a 19 de setembro de 2008, enquadrado na secção "Zabaltegi - Nuevos Directores" do 56º  Festival Internacional de San Sebastián. A longa-metragem chegou depois, a 23 de outubro do mesmo ano, aos cinemas portugueses, depois de ter anteestreado a 14 de outubro no Cinema Monumental em Lisboa. No Brasil, o filme estreou a 20 de março de 2009. Entre os Dedos foi posteriormente editado em DVD em dezembro de 2009 pela CLAP Filmes.
A 10 de dezembro de 2010, Entre os Dedos estreou em televisão, pela RTP2. O filme voltaria a ser transmitido pelo mesmo canal a 17 de outubro de 2020 e 31 de julho de 2021, data a partir da qual ficou disponível na plataforma de streaming RTP Play.

### Festivais
Após a sua estreia no Festival de San Sebastián, Entre os Dedos foi selecionado para integrar outros festivais internacionais de cinema, dos quais se destacam:
- 26º Torino Film Festival (Itália, 27 de novembro de 2008);[21][22]
- Festival Internacional de Cine de Cartagena das Índias (Colômbia, março de 2009);[23]
- Mostra Internacional de Cinema de São Paulo (Brasil, 13 de março de 2009);
- Festival Internacional de Cinema de Guadalajara (México, 2009);
- Festival Caminhos do Cinema Português (Portugal, novembro de 2009).

## Receção

### Audiência
Aquando a sua distribuição comercial em Portugal, a longa-metragem foi vista por 3.430 espetadores em sala ao longo de 2008, e 433 em 2009.

### Crítica
De maneira geral, a crítica especializada teceu críticas mistas ou negativas a Entre os Dedos. Jay Weissberg, questiona na Variety a opção de filmar a preto e branco, considerando que as opções estéticas dos autores não contribuem para uma "visão sobre a condição humana, em vez disso, chafurdam na miséria, com o ocasional acorde de guitarra sublinhando a melancolia de todos". No Público, Vasco Câmara e Mário Jorge Torres apresentam uma perspetiva mais moderada, com o último a concluir ainda assim que o filme "de tanto querer ser realista, acaba por tornar-se abstrato".

### Premiações
Apresentam-se de seguida as nomeações e premiações de Entre os Dedos:
| Ano  | Premiação                                              | Categoria                              | Trabalho                                        | Resultado | Ref.   |
| ---- | ------------------------------------------------------ | -------------------------------------- | ----------------------------------------------- | --------- | ------ |
| 2008 | Festival internacional de Cinema de Turim              | Prémio Ciputti                         | Entre os Dedos, Paulo Branco e Roberto Tibiriçá | Venceu    | [ 9 ]  |
| 2008 | Festival internacional de Cinema de Turim              | Melhor longa-metragem                  | Entre os Dedos, Paulo Branco e Roberto Tibiriçá | Indicado  | [ 9 ]  |
| 2009 | Festival Internacional de Cinema de Guadalajara        | Competição Ibero-América: Melhor filme | Entre os Dedos, Paulo Branco e Roberto Tibiriçá | Indicado  |        |
| 2009 | Globos de Ouro                                         | Melhor filme                           | Entre os Dedos, Paulo Branco e Roberto Tibiriçá | Indicado  | [ 28 ] |
| 2009 | Globos de Ouro                                         | Melhor ator                            | Filipe Duarte                                   | Indicado  | [ 28 ] |
| 2009 | Globos de Ouro                                         | Melhor atriz                           | Isabel Abreu                                    | Indicado  | [ 28 ] |
| 2009 | Caminhos do Cinema Português                           | Melhor filme                           | Entre os Dedos, Paulo Branco e Roberto Tibiriçá | Venceu    |        |
| 2009 | Festival Internacional de Cine de Cartagena das Índias | Melhor filme                           | Entre os Dedos, Paulo Branco e Roberto Tibiriçá | Venceu    | [ 29 ] |
| 2009 | Festival Internacional de Cine de Cartagena das Índias | Melhor ator                            | Filipe Duarte                                   | Venceu    | [ 29 ] |